# 黑水河 (金沙江支流)
黑水河，是中国长江流域的一条河流，汇入金沙江左岸，属于金沙江水系。河长150千米，流域面积3530平方千米，年均流量78立方米每秒。自然落差2240米。水能理论蕴藏量50万千瓦。
修建有4座梯级拦河闸坝工程，从上游至下游依次为苏家湾、公德房、松新和老木河水电站。